# Jan Elias Huydecoper van Maarsseveen
Ritter Jan Elias Huydecoper van Maarsseveen (* 8. Januar 1735 in Amsterdam; † 17. Februar 1808), Heer von Maarsseveen und Neerdijk, Ambachtsherr von Urk und Emmeloord, war ein Amsterdamer Bürgermeister.

## Biografie
Huydecoper entstammte der aristokratischen Familie Huydecoper van Maarsseveen. Er war der Sohn des Amsterdamer Patriziers Joan Huydecoper (III) van Maarsseveen und der Sophia Maria Agatha van der Meulen. Im Jahre 1760 wurde er als Vroedschap Mitglied in der Stadtregierung, und 1768 als Bewindhebber einer der führenden Personen in der Niederländischen Ostindien-Kompanie. In den Jahren 1772 und 1777 bis 1797 war er Deputierter in den Niederländischen Generalstaaten. Huydecopers Ernennungen zum Amsterdamer Bürgermeister fielen in die Jahre 1785, 1788, 1791 und 1794; in dieser Zeit war er ebenso Ratsherr der Admiralität von Amsterdam (1789–1790) gewesen, sowie zwischen den Jahren 1793 und 1795 einer der letzten Direktoren der Societät von Suriname.